# Élections législatives françaises de 1817
Les élections législatives françaises de 1817 ont eu lieu le 20 septembre 1817 dans le but de permettre le renouvellement d'un cinquième des députés à la Chambre des députés tels que stipulés dans la Charte et suivant le classement des départements en cinq séries par une ordonnance datant du 27 novembre 1816 C'est la 1re série de départements qui doit élire ou renouveler ses députés cette année - soit 24 départements,.

## Système électoral
La Loi Lainé de 1817 revient sur l'ordonnance du 13 juillet 1815 et retourne aux limites d'âge prévues par les articles 38 et 40 de la Charte. Les députés sont élus au suffrage censitaire direct  (supprimant le suffrage à deux degrés précédant) par un collègue électoral unique se réunissant au chef-lieu du département. Tous les citoyens d'au moins 30 ans et payant au moins 300 francs d'impôts directs sont considérés électeurs. Les citoyens d'au moins 40 ans et payant au moins 1000 francs d'impôts directs sont éligibles,.

## Résultats

### Résultats nationaux
|                              |                                 | Doctrinaires    | 25 |  |  |
|                              | Soutiens et divers doctrinaires | 4               |    |  |  |
| Total Majorité ministérielle | Total Majorité ministérielle    | 29              |    |  |  |
|                              |                                 | Libéraux        | 12 |  |  |
|                              | Affiliés                        | 8               |    |  |  |
|                              | Républicains                    | 3               |    |  |  |
| Total Gauche                 | Total Gauche                    | 23              |    |  |  |
|                              | Ultraroyalistes                 | Ultraroyalistes | 11 |  |  |
|                              |                                 |                 |    |  |  |
| Total                        | Total                           | Total           | 63 |  |  |

### Résultats par circonscriptions
| Département     | Collège électoral | Collège électoral | Député élu                                     | Parti / Courant politique | Parti / Courant politique |
| --------------- | ----------------- | ----------------- | ---------------------------------------------- | ------------------------- | ------------------------- |
| Ain             | Bourg-en-bresse   | Bourg-en-bresse   | Marie Augustin François Passerat de Silans     |                           | Libéral                   |
| Basses-Alpes    | Digne-les-Bains   | Digne-les-Bains   | Jean-Baptiste Arnaud                           |                           | Doctrinaire               |
| Hautes-Alpes    | Gap               | Gap               | Jean-François Anglès                           |                           | Ultra                     |
| Côte-d'Or       | Dijon             | Dijon             | Jacques Étienne Caumartin                      |                           | Libéral                   |
| Côte-d'Or       | Dijon             | Dijon             | Étienne Nicolas Philibert Hernoux              |                           | Libéral                   |
| Côte-d'Or       | Dijon             | Dijon             | François Bernard de Chauvelin                  |                           | Républicain               |
| Creuse          | Guéret            | Guéret            | Jacques Mestadier                              |                           | Soutien à la majorité     |
| Creuse          | Guéret            | Guéret            | Claude Augier de Chezeau                       |                           | Doctrinaire               |
| Dordogne        | Périgueux         | Périgueux         | Maine de Biran                                 |                           | Doctrinaire               |
| Dordogne        | Périgueux         | Périgueux         | Elie Laval                                     |                           | Doctrinaire               |
| Dordogne        | Périgueux         | Périgueux         | Jean-Joseph de Verneilh-Puyraseau              |                           | Affilié aux libéraux      |
| Dordogne        | Périgueux         | Périgueux         | Aubin Barbary de Langlade                      |                           | Affilié aux libéraux      |
| Eure            | Évreux            | Évreux            | Jacques Charles Dupont de l'Eure               |                           | Républicain               |
| Eure            | Évreux            | Évreux            | Édouard Bignon                                 |                           | Affilié aux libéraux      |
| Eure            | Évreux            | Évreux            | Alexandre Dumeilet                             |                           | Républicain               |
| Gers            | Auch              | Auch              | Joseph-Louis Lagrange                          |                           | Doctrinaire               |
| Gers            | Auch              | Auch              | Louis de Cassaignoles                          |                           | Ultra                     |
| Gers            | Auch              | Auch              | Jean-Baptiste Delong                           |                           | Doctrinaire               |
| Hérault         | Montpellier       | Montpellier       | Louis Hippolyte de Montcalm-Gozon              |                           | Ultra                     |
| Hérault         | Montpellier       | Montpellier       | Jacques Durand-Fajon                           |                           | Doctrinaire               |
| Hérault         | Montpellier       | Montpellier       | Jacques de La Grange-Gourdon                   |                           | Ultra                     |
| Ille-et-Vilaine | Rennes            | Rennes            | Alexandre-Joseph de Boisgelin                  |                           | Ultra                     |
| Ille-et-Vilaine | Rennes            | Rennes            | Guillaume Marie Jean René Legraverend          |                           | Libéral                   |
| Ille-et-Vilaine | Rennes            | Rennes            | Julien Tréhu de Monthierry                     |                           | Libéral                   |
| Ille-et-Vilaine | Rennes            | Rennes            | Jacques-Joseph Corbière                        |                           | Ultra                     |
| Indre-et-Loire  | Tours             | Tours             | Henri Jacques Goüin-Moisant                    |                           | Doctrinaire               |
| Indre-et-Loire  | Tours             | Tours             | Noël Jacques de Perceval-Vietinghoff           |                           | Doctrinaire               |
| Loiret          | Orléans           | Orléans           | Gabriel-Jacques Laisné de Villévêque           |                           | Affilié aux libéraux      |
| Loiret          | Orléans           | Orléans           | Anselme Crignon d’Ouzouer                      |                           | Doctrinaire               |
| Loiret          | Orléans           | Orléans           | Alexandre Perier                               |                           | Affilié aux libéraux      |
| Lot             | Cahors            | Cahors            | Pierre Chapt de Rastignac                      |                           | Doctrinaire               |
| Lozère          | Mende             | Mende             | Louis Bertrand Pierre Brun de Villeret         |                           | Doctrinaire               |
| Manche          | Saint-Lô          | Saint-Lô          | Pierre Dumanoir Le Pelley                      |                           | Doctrinaire               |
| Manche          | Saint-Lô          | Saint-Lô          | Victor Avoyne de Chantereyne                   |                           | Doctrinaire               |
| Manche          | Saint-Lô          | Saint-Lô          | Luc Barthélémy Hamel                           |                           | Doctrinaire               |
| Manche          | Saint-Lô          | Saint-Lô          | François-Alexandre-Léonor Le Jolis de Villiers |                           | Doctrinaire               |
| Mayenne         | Laval             | Laval             | Constant Paillard-Ducléré                      |                           | Affilié aux libéraux      |
| Meuse           | Bar-le-Duc        | Bar-le-Duc        | Pierre Dieudonné Louis Saulnier                |                           | Libéral                   |
| Meuse           | Bar-le-Duc        | Bar-le-Duc        | Pierre Joseph Vallée                           |                           | Libéral                   |
| Nord            | Lille             | Lille             | Louis Revoire                                  |                           | Doctrinaire               |
| Oise            | Beauvais          | Beauvais          | Nicolas Charles Tronchon                       |                           | Libéral                   |
| Oise            | Beauvais          | Beauvais          | Pierre de Nully d'Hécourt                      |                           | Affilié aux libéraux      |
| Oise            | Beauvais          | Beauvais          | Durand Borel de Bretizel                       |                           | Doctrinaire               |
| Orne            | Alençon           | Alençon           | Amédée de Broglie                              |                           | Doctrinaire               |
| Orne            | Alençon           | Alençon           | Pierre-René-Léonard Delaunay                   |                           | Soutien à la majorité     |
| Orne            | Alençon           | Alençon           | Nicolas d'Orglandes                            |                           | Ultra                     |
| Orne            | Alençon           | Alençon           | François-Jacques Druet-Desvaux                 |                           | Doctrinaire               |
| Haut-Rhin       | Colmar            | Colmar            | Marc-René de Voyer de Paulmy                   |                           | Libéral                   |
| Haut-Rhin       | Colmar            | Colmar            | Hercule de Serre                               |                           | Doctrinaire               |
| Haut-Rhin       | Colmar            | Colmar            | Alexandre Moll                                 |                           | Affilié aux libéraux      |
| Rhône           | Lyon              | Lyon              | Jean-Joseph Méallet de Fargues                 |                           | Ultra                     |
| Rhône           | Lyon              | Lyon              | Gabriel-Barthélemy de Magneval                 |                           | Ultra                     |
| Rhône           | Lyon              | Lyon              | Thomas-Jacques de Cotton                       |                           | Doctrinaire               |
| Seine           | Paris             | Paris             | Jacques Laffitte                               |                           | Libéral                   |
| Seine           | Paris             | Paris             | Benjamin Delessert                             |                           | Libéral                   |
| Seine           | Paris             | Paris             | Antoine Roy                                    |                           | Doctrinaire               |
| Seine           | Paris             | Paris             | Guillaume Louis Isidore Goupy                  |                           | Ultra                     |
| Seine           | Paris             | Paris             | Nicolas François Bellart                       |                           | Ultra                     |
| Seine           | Paris             | Paris             | Louis-Henri Breton                             |                           | Doctrinaire               |
| Seine           | Paris             | Paris             | Étienne-Denis Pasquier                         |                           | Doctrinaire               |
| Seine           | Paris             | Paris             | Casimir Perier                                 |                           | Libéral                   |
| Deux-Sèvres     | Doux              | Niort             | René Jacques Morisset                          |                           | Soutien à la majorité     |
| Deux-Sèvres     | Doux              | Niort             | Louis-Alexandre Jard-Panvillier                |                           | Soutien à la majorité     |